# Delta conoideum
Delta conoideum (лат.) — вид одиночных ос семейства Vespidae.

## Распространение
Южная и Юго-Восточная Азия.

## Описание
Желтовато-коричневые осы с чёрными отметинами. Длина самок 23—26 мм, самцов 18—22 мм; длина переднего крыла самок 19 мм, у самцов 16 мм. Имеют тонкий длинный стебелёк брюшка (петиоль). Вид был впервые описан в 1790 году немецким натуралистом Иоганном Фридрихом Гмелиным.

## Синонимы
- Vespa conica Fabricius
- Eumenes conica (Fabricius)
- Delta emarginatum conoideum (Gmelin)